# 娄店镇
娄店镇，是中华人民共和国河南省商丘市睢阳区下辖的一个乡镇级行政单位。
唐代靳氏自西北八里靳店迁此建楼院居住，取名楼靳店，俗名娄靳店。金大定二十年（1180）河决卫州，弥漫归德，毁于水患，后居民迁回重建。明洪武年间，逢集称娄靳店集，民国初简称娄店集。
1958年属李口人民公社。1961年析出建娄店人民公社。1983年改公社为乡。2024年7月撤乡设镇。

## 行政区划
娄店镇下辖以下地区：
朱庄村、李小村、李娄村、常庄村、孙李堂村、张乔村、熊尧村、李汉臣村、贾楼村、大孙庄村、薛娄村、江庄村、陈庄村、刘田村、王石庄村、娄店村、刘各村和赵娄村。